# 桑多梅日縣

50°41′N 21°45′E / 50.683°N 21.750°E
桑多梅日縣（波蘭語：Powiat sandomierski），是波蘭的縣份，位於該國中部，由聖十字省負責管轄，首府設於桑多梅日，面積676平方公里，2006年人口81,733，人口密度每平方公里120人。